# کاراباک
کاراباک (ارمنی: Քարաբակ؛ ترکی آذربایجانی: Qarabəyli) یک منطقهٔ مسکونی در جمهوری آرتساخ است که در استان کاشاتاق واقع شده‌است